# 龍國祿
龙国禄（？—？），字廉孺，号清白，广西浔州府桂平县人，明朝政治人物。

## 生平
五月初二日生，治诗经。万历十三年（1585年）乙酉科鄉試第四名舉人，二十三年（1595年）乙未科會試第231名，三甲204名进士。户部觀政，二十五年二月授官福建海澄县知县，二十九年考察降一级，三十年改河间府学教授，三十一年升國子監助教，三十四年升户部主事，三十六年蘇松监兑，三十七年升员外郎，本年升江西司郎中，三十八年升任重庆府知府，四十一年考察調簡，万历四十五年（1617年）起補担任广东惠州府知府，四十七年考察去职。天啓二年起任湖广岳州府知府，三年致仕。

## 家族
曾祖龍進。祖父龍淮。父龍廷瑞。母楊氏，生母黄氏。永感下。兄國祯、國祥。娶甘氏。子金節、金符、金策。